# じゃぴょん
じゃぴょんは、植村朋弘（うえむら ともひろ）と桑折貴之（こおり たかゆき）からなる日本のお笑いコンビである。吉本興業東京本社（東京吉本）に所属していた。2013年6月3日、解散。

## 来歴
最初のコンビ名は『犬ティッシュ』だったが「イメージが汚い」と言われたことで『ウルグアイパラグアイ』に改名。南米の陽気なイメージから、南米の国名を組み合わせ良くつなげたという。『じゃぴょん』に改名したきっかけは、小室哲哉に「濁点と『ン』が付く名前」に改名を勧められたことで、桑折は「ジャパン」というコンビ名を思い付いたが、言う時に噛んで「じゃぴょん」となったことがそのままコンビ名になったという。芸風は主にコントネタである。
同期にロンドンブーツ1号2号、DonDokoDonらがおり、銀座7丁目劇場時代からの付き合いである。中でもロンドンブーツ1号2号と仲が良い。
銀座7丁目劇場時代に、友野英俊率いるなかよし、チープスープと共に「平成友野ジュース」というユニットとしても活動していた。

## メンバー

### 植村 朋弘
（うえむら ともひろ、1973年5月20日 - ） - ツッコミ担当
香川県出身。血液型はA型。大東文化大学卒業。
身長171cm。体重58kg。靴のサイズは26.5cm。
解散後は芸人を引退し、故郷の香川県に帰郷する旨を自らのブログで発表した。

### 桑折 貴之
（こおり たかゆき、1973年2月15日 - ）- ボケ担当
東京都町田市出身。血液型はO型。東京都立小川高等学校卒業、大東文化大学卒業。
身長183cm。体重62kg。靴のサイズは28cm。
2005年からヴィジュアル系ロックバンド「jealkb」のベーシストとして「dunch」（ダンチ、実家が団地だから）名で活動。また、スーパーユニットバンド「カラス」のメンバーでもある。
熱狂的な阪神タイガースファンで、東京に在住しながら甲子園球場に観戦に訪れる。また、かつて山本圭壱率いる「軍団山本」と野球チーム「TEAM神様」にも所属していた。
解散後は「じゃぴょん桑折」に改名してピン芸人として活動する傍ら、『TEDDY'S BIGGER BURGERS』原宿表参道店の店長を担当している。

## 主な出演番組
- DABO銀（テレビ朝日）
- 慢性吉本炎（TBSテレビ）
- まぶごえ!!（TBSテレビ）桑折のみ
- ロンQ!ハイランド（日本テレビ系）
  - 桑折のみ。但し、番組キャラクターの「テンパるん」のスーツアクターとして。もちろん喋ることができない為、動きでリアクションを取っている。
- ロンブー龍（日本テレビ系）
- ティンティンTOWN!（日本テレビ）
- 24時間テレビ（日本テレビ）
- 笑林寺2（TBSテレビ）
- めちゃ2イケてるッ!（フジテレビ系） 恋のかま騒ぎ 桑折のみ
- ワンナイR&R（フジテレビ）
- 爆笑オンエアバトル（NHK）戦績1勝1敗 最高365KB
  - 1回は「ウルグアイパラグアイ」、もう1回は「じゃぴょん」で出場。オンエアは「ウルグアイパラグアイ」時代。
- ゼベック・オンライン（TOKYO MX、2004年12月13日）
- プリプリプリンス
- あらびき団（TBS）
- 大笑点（日本テレビ系）
- 音リコ!（読売テレビ）
- やりすぎコージー (テレビ東京)
- 整形美人。（フジテレビ系 2002年のドラマ） 最終回で谷原章介が整形に失敗した姿を桑折が担当
- ロンドンハーツ（テレビ朝日系） 「タレコミ奉行」に桑折のみエキストラ程度で出演
- わらばん (IBC岩手放送)
- 話せるスポーツニュース スポヲチ（ニコニコ動画）解散後桑折が阪神タイガース担当で出演

CM
- ラビット